# 4854 Edscott
4854 Edscott је астероид главног астероидног појаса чија средња удаљеност од Сунца износи 2,980 астрономских јединица (АЈ).
Апсолутна магнитуда астероида је 12,9.